# Charles Antoine de Peretti della Rocca
Pour les articles homonymes, voir Peretti.
Pour les autres membres de la famille, voir Famille de Peretti.
Charles Antoine de Peretti della Rocca né le 12 mai 1749 à Levie et mort le 1er juillet 1815, est un ecclésiastique corse, député du clergé aux États généraux de 1789. Il siège jusqu'à la fin de la session de l'Assemblée nationale constituante le 30 septembre 1791.

## Biographie

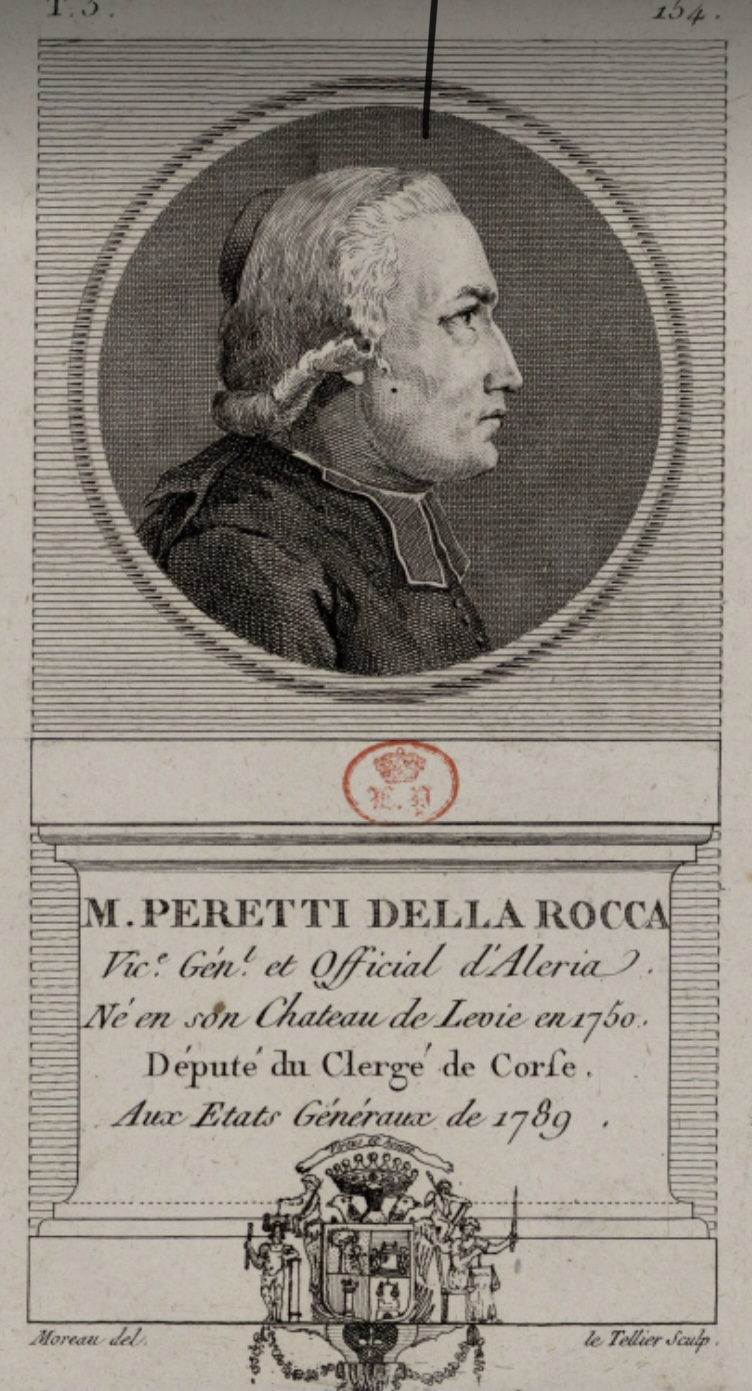
M. Peretti della Rocca. Collection des portraits des deputés a l'Assemblée nationale de 1789, musée Carnavalet, Paris.

Charles Antoine de Peretti della Rocca est né le 12 mai 1749 à Levie.
Il est chanoine et grand vicaire du diocèse d'Aléria. Il est élu député du clergé de la justice royale de Bastia, c'est-à-dire de toute la Corse, aux États généraux de 1789,,. 
Son élection a lieu lors de l'assemblée du clergé de Corse, qui réunit vingt-deux ecclésiastiques, dont deux évêques, celui de Sagone et celui de Nebbio, du 20 mai au 1er juin 1789. Comme l'évêque d'Aléria, Jean Joseph Marie de Guernes, refuse d'être député, le clergé corse élit son vicaire général, Charles Antoine de Peretti della Rocca
Charles Antoine de Peretti della Rocca s'oppose aux idées révolutionnaires et signe les protestations des 12 et 15 septembre 1791 contre les actes de l'Assemblée nationale constituante. 
Il émigre en 1792 et ne joue plus de rôle politique. Il meurt le 1er juillet 1815, dans un lieu inconnu.